# Valingen
Valingen är en sjö i Flens kommun i Södermanland och ingår i Nyköpingsåns huvudavrinningsområde. Sjön är 12,6 meter djup, har en yta på 0,768 kvadratkilometer och befinner sig 47,5 meter över havet. Vid provfiske har en stor mängd fiskarter fångats, bland annat abborre, björkna, braxen och gers.

## Delavrinningsområde
Valingen ingår i det delavrinningsområde (654547-156315) som SMHI kallar för Utloppet av Båven. Medelhöjden är 35 meter över havet och ytan är 284,06 kvadratkilometer. Räknas de 44 avrinningsområdena uppströms in blir den ackumulerade arean 774,18 kvadratkilometer. Husbyån (Jättnaån) som avvattnar avrinningsområdet har biflödesordning 2, vilket innebär att vattnet flödar genom totalt 2 vattendrag innan det når havet efter 49 kilometer. Avrinningsområdet består mestadels av skog (44 procent), öppen mark (10 procent) och jordbruk (19 procent). Avrinningsområdet har 67,76 kvadratkilometer vattenytor vilket ger det en sjöprocent på 23,8 procent. Bebyggelsen i området täcker en yta av 1,46 kvadratkilometer eller 1 procent av avrinningsområdet.

## Fisk
Vid provfiske har följande fisk fångats i sjön:
- Abborre
- Björkna
- Braxen
- Gärs
- Gädda
- Löja
- Mört
- Ruda
- Sarv
- Vimma